# 波河畔塞拉瓦莱
波河畔塞拉瓦莱（義大利語：Serravalle a Po），是意大利曼托瓦省的一个市镇。总面积26平方公里，人口1672人，人口密度64.3人/平方公里（2009年）。国家统计（ISTAT）代码为020062。